# チラシ

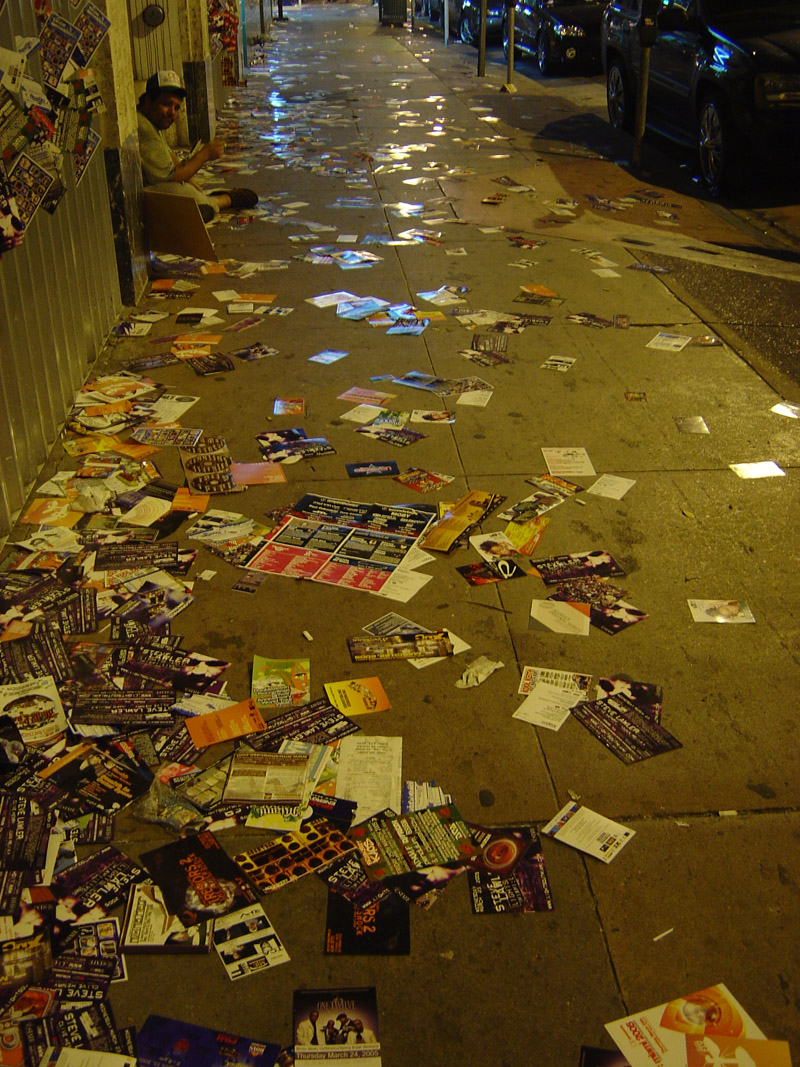
通りに散らばるチラシ（マイアミで）

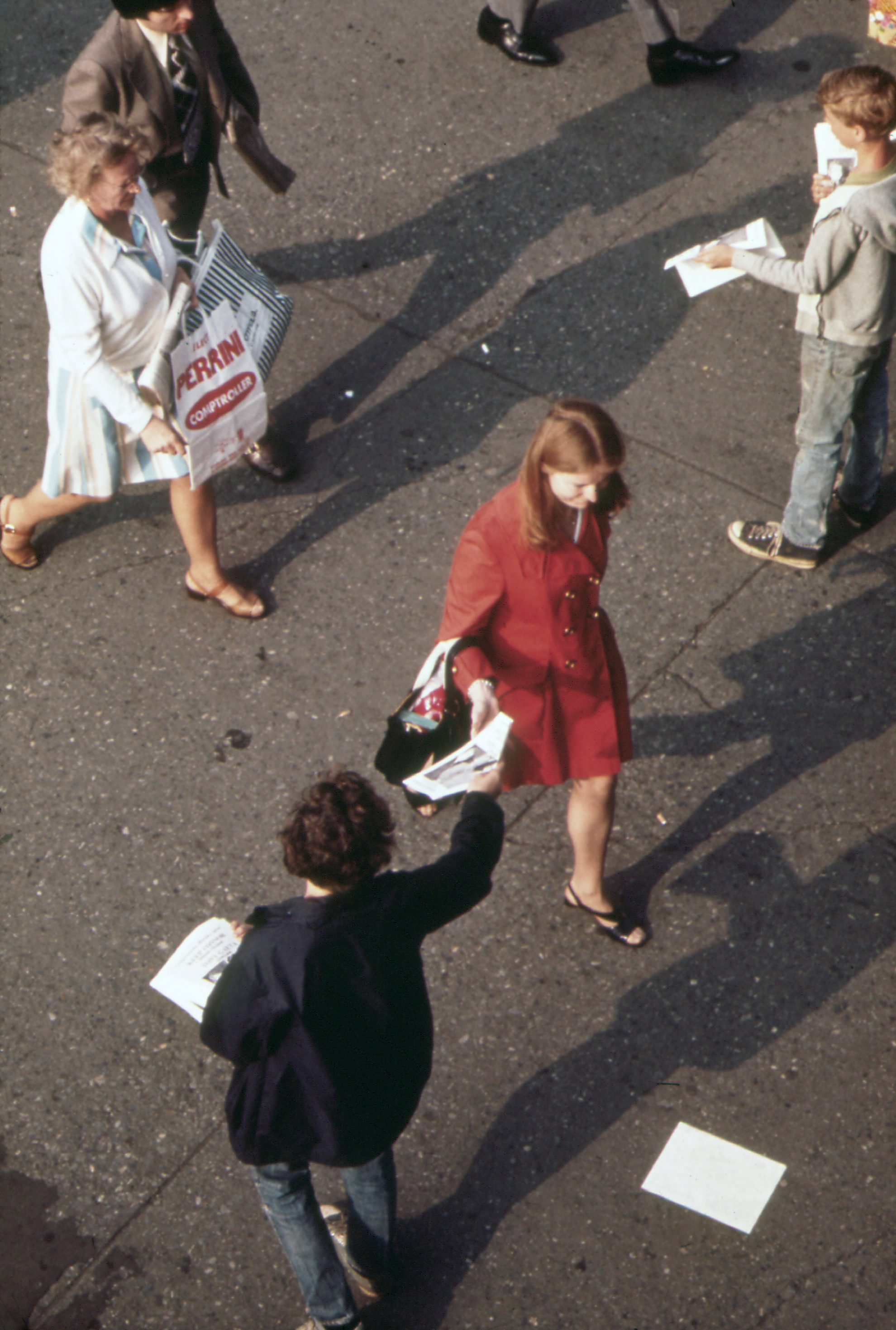
ビラ配り

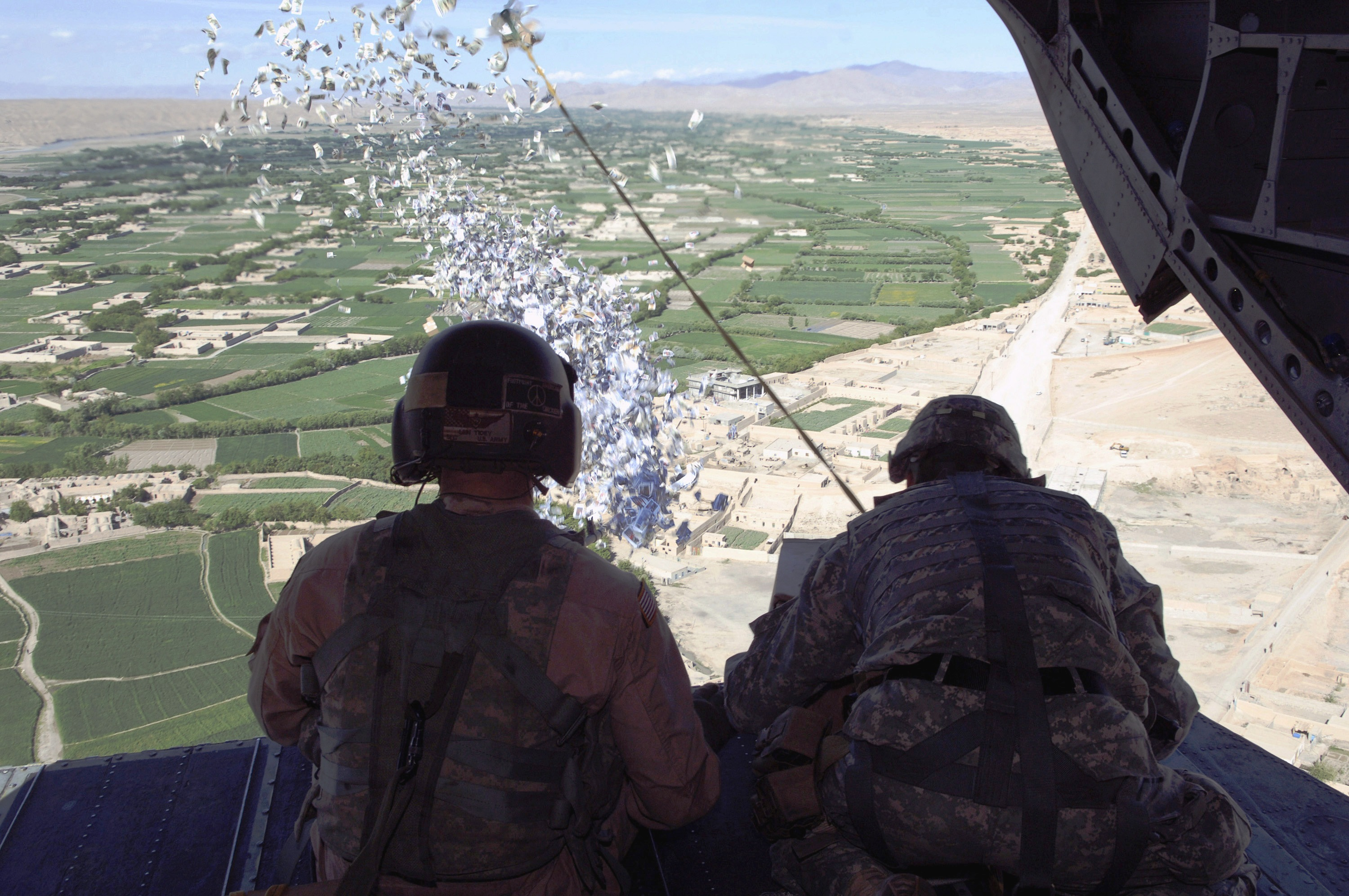
空からばら撒かれる様子

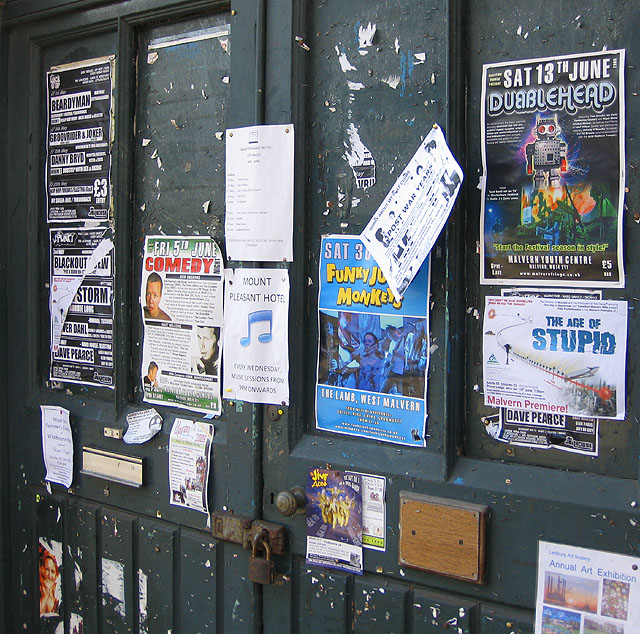
ドアに貼られたチラシ

チラシ（散らし、英: flyer）は、大衆伝達（主に広告）の媒体として用いられる、一枚刷りの印刷物のこと。かつては引き札という名称が使われていた。

## チラシによるコミュニケーション
主に、次の3通りの方法で、印刷された情報を伝達する。一般に、大量に印刷し配布（まき散らす）されないと、その効果は薄い。

### 配布する
一般に撒く（ま-）という。チラシ、フライヤーいずれも、この行為自体を表している。具体的には次のような方法で配布される。
- 駅前、街頭などで配る

飲食店や旅行会社関係が多い。
- 個々の住宅、マンション、アパートなどの郵便受けに投函する（ポスティング）

風俗関連のピンクチラシや宅配ピザのビラ配布にこの方式が取られることが多く、トラブルともなっている。
- 新聞や書籍に挟み込む（折込チラシ）

宅配される新聞に折り込まれたものは、各種販売関係（スーパーマーケットやドラッグストアなど各種小売店、不動産、新車、中古車など）やパチンコ店、求人募集が多い。
- 店頭で商品（店頭個々の）と一緒に客に渡す

商品とは特に関連性がない場合もある。
- 飛行機やヘリコプターを使用し、上空から地上に向けて大量に投下する

「フライヤー」とも。太平洋戦争中にアメリカ軍が日本国民に対して“戦争の真実を知らせる”とプロパガンダの一環で行った例、終戦後に東南アジアで日本政府が残留日本兵に投降・帰国を呼びかけるために行った。別名「紙の爆弾」。
現在でも、韓国や北朝鮮が、相手の体制を批判した内容や、ドル紙幣や生活物資などを一緒に入れた宣伝ビラ（韓国語でも「ビラ」と呼ばれる）を、風船に括り付けて軍事境界線に向けて飛ばすことが行われている。北朝鮮向けビラも参照。
- インターネットで配信する

最近ではデジタルチラシとしてインターネットでチラシを配信する流通企業も多い。
- 音楽コンサート会場、芝居やミュージカルを公演する劇場などの入り口やカウンターに掲示・無料配布される。一般にフライヤーと呼ぶ

当事者のみ限らず、公演会場に出演予定者の告知情報（開催予定のライブや公演、楽曲リリースなど）が記されている

#### 映画チラシ
- 映画館で、次回作のPRの為に無料で配布されるたいていB5サイズのチラシ[1][2][3]。通常は映画館のロビーのラックに入っており、訪れた方が手に取っていく[3]。映画チラシがいつから配布されるようになったかは分からないが、かつて中学生を中心にこれをコレクションとした時代があった[1]。目立って映画館から映画チラシが無くなるようになったのは1973年暮れあたりからで[1][2]、きっかけは『日本沈没』と『燃えよドラゴン』だった[1][2]。当時は映画館で入場する際、もぎりから切符（チケット）の半べら（半券）と一緒に映画チラシをくれることがあった[1]。大人の映画ファンにとってはサラッと見たらゴミ箱に捨てる物だったが、中学生がこれを収集するようになった[1]。映画館の事務所に限らず、映画会社の宣伝部に押しかけるようになり[1]、東宝東和があまりにチラシを求めてくる学生が多いため、ノートに名前と学校名を書かせたら、記載者はほぼ中学生[1]。高校生以上になると恥ずかしいのか来なかった[1]。それまで古紙回収業者が各劇場を回り、一館で2万枚は回収できる上得意様だったが、1974年に入るとめっきり減り、1975年にはほとんど回収できなくなった[1]。1974年後半あたりから、小・中学生の間で映画チラシのコレクションが爆発的に大流行した[1]。映画館で集めたチラシを部屋に貼ったり、ファイリングする人も多くいた[2]。『少年マガジン』が1975年の春休みの期間中「第一回映画チラシ大コンテスト」を行うと全国津々浦々から応募総数5万通[1]。桜田淳子や山口百恵のサイン付きポートレートの応募数を上回り、同誌編集部を驚かせた[1]。『少年マガジン』はこの反響に応えて、同誌の巻頭特集で映画チラシをカラーグラビアで紹介したりし、美しいデザインのチラシを見て、映画に興味を持った子供も多く、映画チラシブームに一役買った[1][2]。ブームが過熱すると『少年マガジン』の他、『ロードショー』や『SCREEN』などの映画誌でも映画チラシの特集本が刊行された。映画チラシの一枚の値段は当時で1円50銭から2円[1]。映画会社の宣伝部が平均して一作品につき20万枚刷っていた[1]。映画関係者は「彼らは映画観客予備軍、大切にしなきゃ」と気持ちよく、映画チラシを渡したが、学校内で映画チラシを売買する子供も出て来た[1]。また切手のコレクションと同様にブロマイド店や神田の古本屋で高額な値段で取引されるケースも出て[1]、映画会社では「売買の対象にされるのは心外」と胸の内を明かした[1]。その後、1970年代後半からジャッキー・チェンが人気を呼ぶと、チラシブームは過熱し、当時のジャッキー作品の前売り特典は、過去の作品のチラシセットが多かった[2]。チラシブームは1990年代後半まで続いたとされる[2]。

### 掲示する
チラシよりもビラと呼ばれることがある。英語のbillはその意味のひとつに張り紙という意味を持つ。

### 置き場を利用
チラシ置場や、人（ターゲット層）の多く集まる場所（例：鉄道駅、ファミリーレストラン、映画館など）に置いておくことで、手にとってもらう。ピンクチラシは公衆電話に張られる方式が取られることが多く、トラブルともなっている（電話ボックス内に通話以外の目的で立ち入る事を禁じた規定が作られてからは減る傾向にある）。

## チラシ、ビラ、フライヤーの呼び名の使い分け、由来
先述の通り古くは「引き札」と呼ばれたが、呼び名については、同一のものでも年代によって変わり、地域によって一定ではない。
引き札
チラシ
「散らすもの」→「散らし」から。B4判やA4判の一枚刷りのもので薄い紙のものが多い。街頭などで配布されるものでも、プラスチックの袋に入れることで、A3判などの大きな判のものも配られている。新聞折込チラシでは広げた場合、B2〜B1判（D2〜D1判）の大きさのものもある。
ビラ
日本語の片、枚（ひら）から。演芸の世界では古くから寄席の番組宣伝に用いられ（ビラ文字）、のちに専門職化した（紺屋の栄次郎、ビラ清、ビラ辰など。今のテレビ欄作成過程に類似）。単色刷りで薄い紙のものが多い。政治的な宣伝に用いられる場合、ビラと呼ばれることが多い。また、掲示を行うときもビラと呼ばれることがある。
フライヤー
英語のflyer, flierから。近代において、飛行機やヘリコプターを用いて、空からチラシをばら撒いて配布する方法がとられることがあった。